# Свети Георги (Логоварди)
Вижте пояснителната страница за други значения на Свети Георги.
„Свети Великомъченик Георги“ или „Свети Георгий“ (на македонска литературна норма: „Свети Георгиј“) е възрожденска църква в битолското село Логоварди, част от Преспанско-Пелагонийската епархия на Македонската православна църква – Охридска архиепископия.
Църквата е гробищен храм, разположен в източната част на селото. Изградена е и изписана в XIX век.